# 淡紫毛巴豆
淡紫毛巴豆（学名：Croton purpurascens）为大戟科巴豆属下的一个种。其种加词“purpurascens”意为“有点紫色的”。